# 百太夫

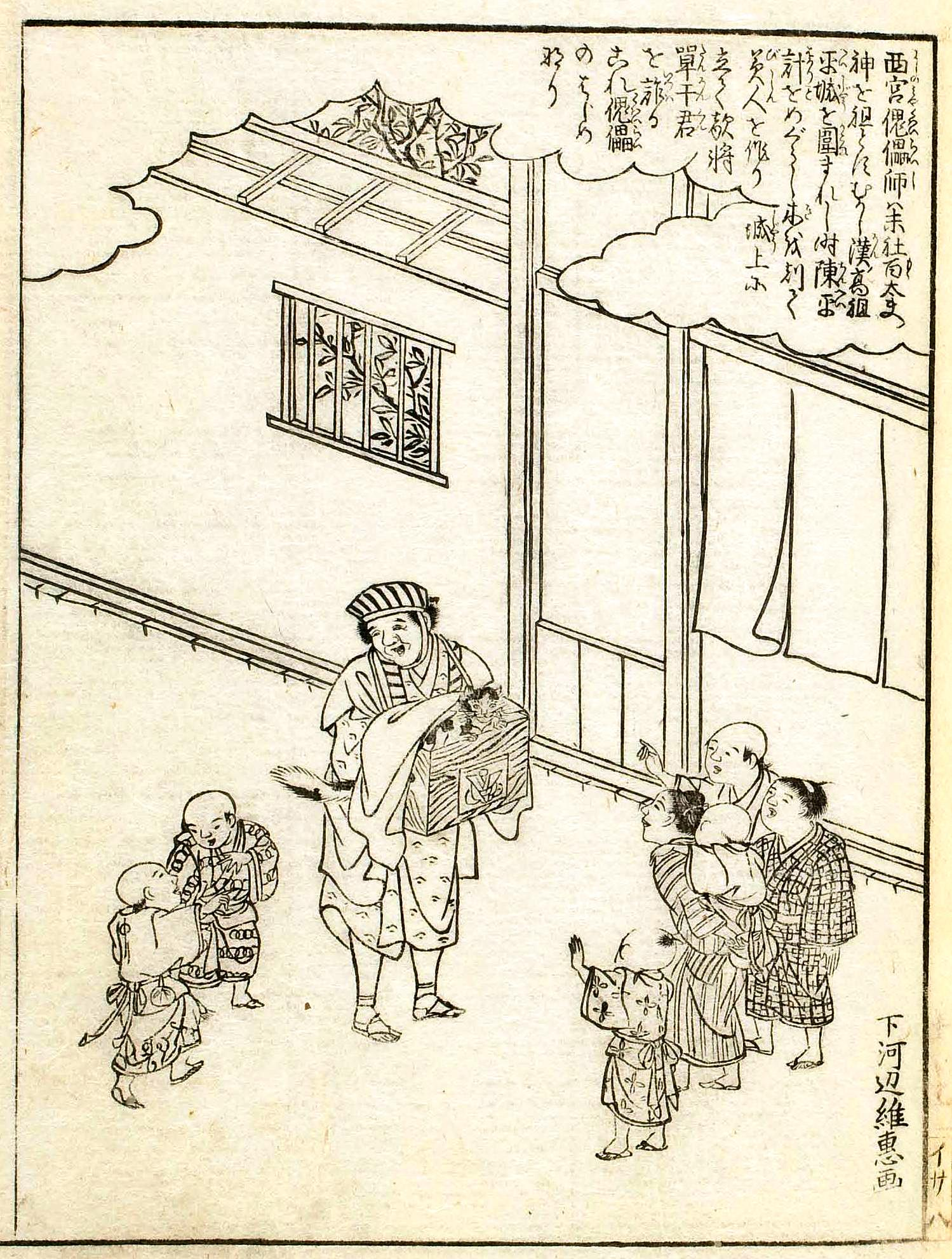
百太夫神を祖とする西宮傀儡師（摂津名所図会）

百太夫（ももだゆう、ひゃくだゆう）は、日本の民間信仰の神である。
出自は不明であるが、傀儡師（傀儡子）や遊女が信仰する神であり、特に西日本各地の神社の末社として祀られる。一般に男神とされ、多数の木像を刻んで祀る。大江匡房の『傀儡子記』に傀儡子が百神を祀るとあり、『梁塵秘抄』や匡房の『遊女記』に遊女が祀る神として百太夫の名が見える。また、道祖神や疱瘡除けの神としても信仰される。
北野天満宮の第一の末社に白太夫（しらだゆう）があるが、字が似ていることや「はくだゆう」と読むと「ひゃくだゆう」に音が似ていることから百太夫と混同されることが多い。白太夫は各地の天満宮に祀られる。一説には、菅原道真の従者であった外宮祀官・渡会春彦を祀るという。